# Congomys lukolelae
Congomys lukolelae is een knaagdier uit het geslacht Congomys dat voorkomt in het noorden van de Democratische Republiek Congo. Deze soort lijkt op Congomys verschureni, waarmee het het geslacht Congomys vormt. In sommige classificaties is deze soort in Malacomys geplaatst. Deze soort werd oorspronkelijk beschreven als een ondersoort van Praomys tullbergi, maar wordt nu algemeen als een aparte soort gezien. C. lukolelae heeft lange, smalle achtervoeten, grote oren, en een korte vijfde vinger.